# USS Finback (SS-230)
O USS Finback foi um submarino da Marinha dos Estados Unidos pertencente a classe Gato. Ele foi o primeiro navio dos Estados Unidos a ter um nome homenageando a baleia finback ("baleia fin" em português). Ele foi lançado em 25 de agosto de 1941 sendo comissionado em 31 de janeiro de 1942 e descomissionado em 21 de abril de 1950. Ele foi vendido como sucata em 1958 e desmontado em 15 julho de 1959.